# Kerem ha-Temanim
Kerem ha-Temanim (hebr. כרם התימנים; Jemeńska Winnica) – osiedle mieszkaniowe w Tel Awiwie, znajdujące się na terenie Dzielnicy Piątej.

## Położenie
Osiedle leży na nadmorskiej równinie Szaron. Jest położone w zachodniej części aglomeracji miejskiej Tel Awiwu. Północną i północno-wschodnią granicę osiedla wyznacza ulica Allenby, za którą znajduje się osiedle Lew ha-Ir. Wschodnią i południową granicę wyznacza kilka ulic, w tym między innymi Yehoshua Hatalmi i Gruzenberg, za którymi znajdują się osiedla Lew ha-Ir i Szabbazi. Południową granicę wyznacza ulica Icchaka Elhanan, za którą jest osiedle Szabbazi. Zachodnią granicę stanowi brzeg Morza Śródziemnego.

## Historia

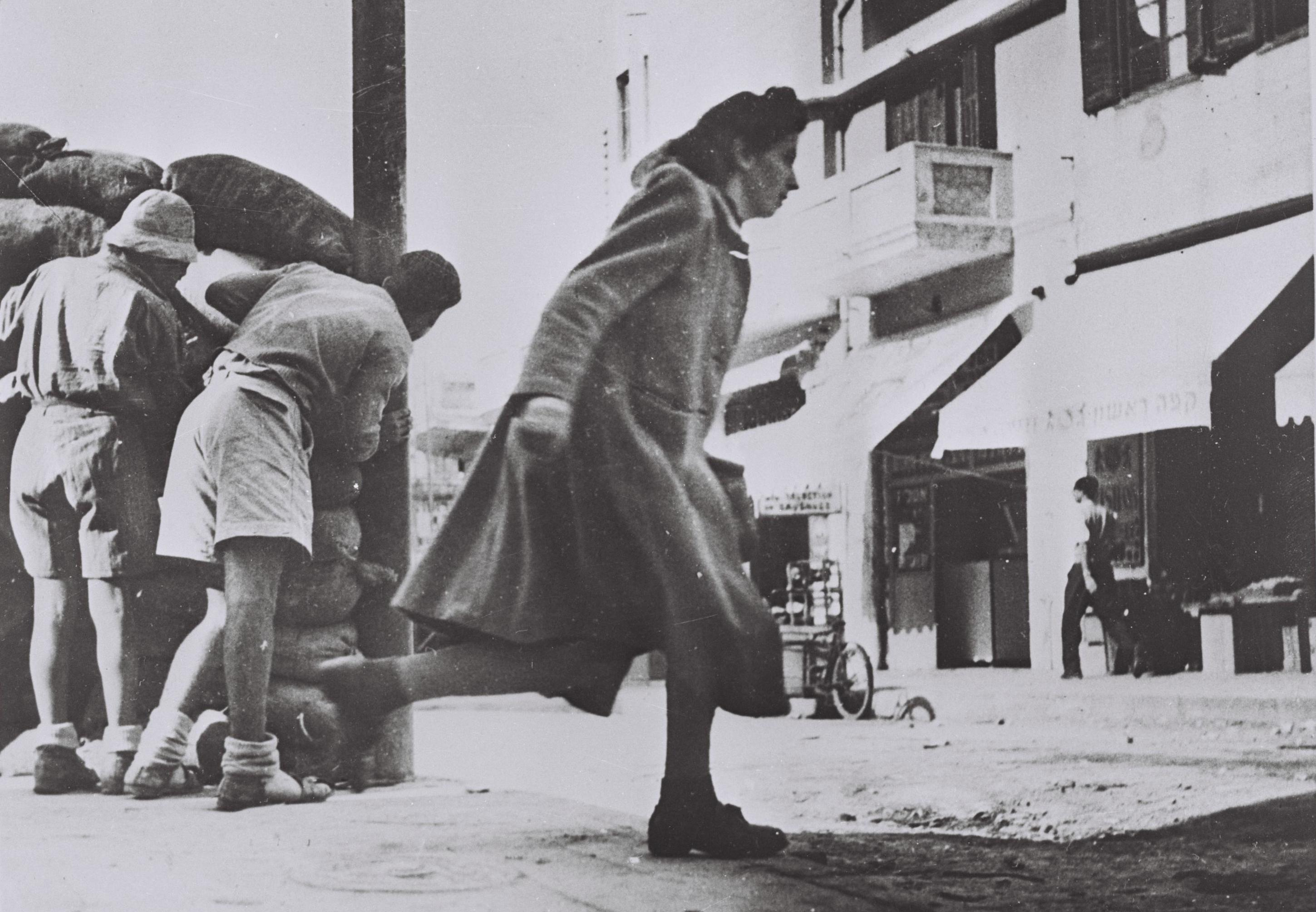
Mieszkańcy Tel Awiwu pod arabskim ostrzałem prowadzonym z Jafy

Osiedle Kerem ha-Temanim zostało oficjalnie założone w 1904, chociaż już od 1902 osiedlali się w tym regionie liczni żydowscy emigranci z Jemenu. Większość z nich była pionierami ruchu syjonistycznego i nie angażowała się w życie polityczne. Pomimo to, wielu mieszkańców osiedla było członkami żydowskich podziemnych organizacji paramilitarnych Hagana, Irgun i Lechi.
Pod koniec lat 30. XX wieku podjęto decyzję o budowie nadmorskiej promenady, która w 1939 oddzieliła miejskie plaże od zabudowanych terenów miejskich. Gdy 1 września 1939 wybuchła II wojna światowa, brytyjskie władze Mandatu Palestyny zakazały kąpieli w morzu. Miejskie plaże opustoszały wówczas i z upływem czasu zostały mocno zaniedbane. W 1939 na ulicy Allenby doszło do żydowskich demonstracji przeciwko białej księdze zamykającej drogę ucieczki europejskich Żydów do Palestyny.
Podczas wojny o niepodległość w 1948 osiedle znajdowało się pod ostrzałem arabskich snajperów z Jafy. Przez pierwszych dwadzieścia lat historii Tel Awiwu w niepodległym państwie Izraela, najważniejszą ulicą w mieście była Allenby. Było to centrum handlowe miasta. Na tej ulicy odbywały się doroczne parady Sił Obronnych Izraela, które podziwiały dziesiątki tysięcy osób zgromadzonych na chodnikach i w okolicznych domach.
Na przestrzeni lat wiele zabytkowych domów w osiedlu podupadło i zostało rozebranych, jednak trend ten został powstrzymany na początku lat 90. XX wieku. Rozpoczęto wówczas liczne prace renowacyjne i do 2000 wiele domów zostało przywróconych do dawnej świetności. Dzięki temu osiedle odżyło.

### Zamachy terrorystyczne
W nocy z 5 na 6 marca 1975 palestyńscy terroryści z Al-Fatah przeprowadzili atak na hotel Savoy Tel Awiw w Tel Awiwie. W wyniku tego ataku terrorystycznego zginęło 18 osób, w tym 7 zamachowców, 8 zakładników i 3 izraelskich żołnierzy.

## Polityka

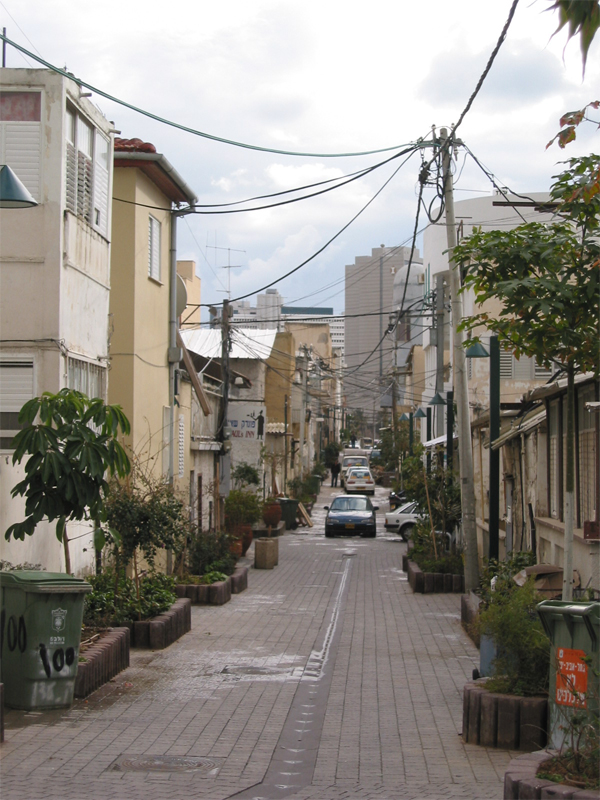
Typowe wąskie uliczki osiedla Kerem ha-Temanim

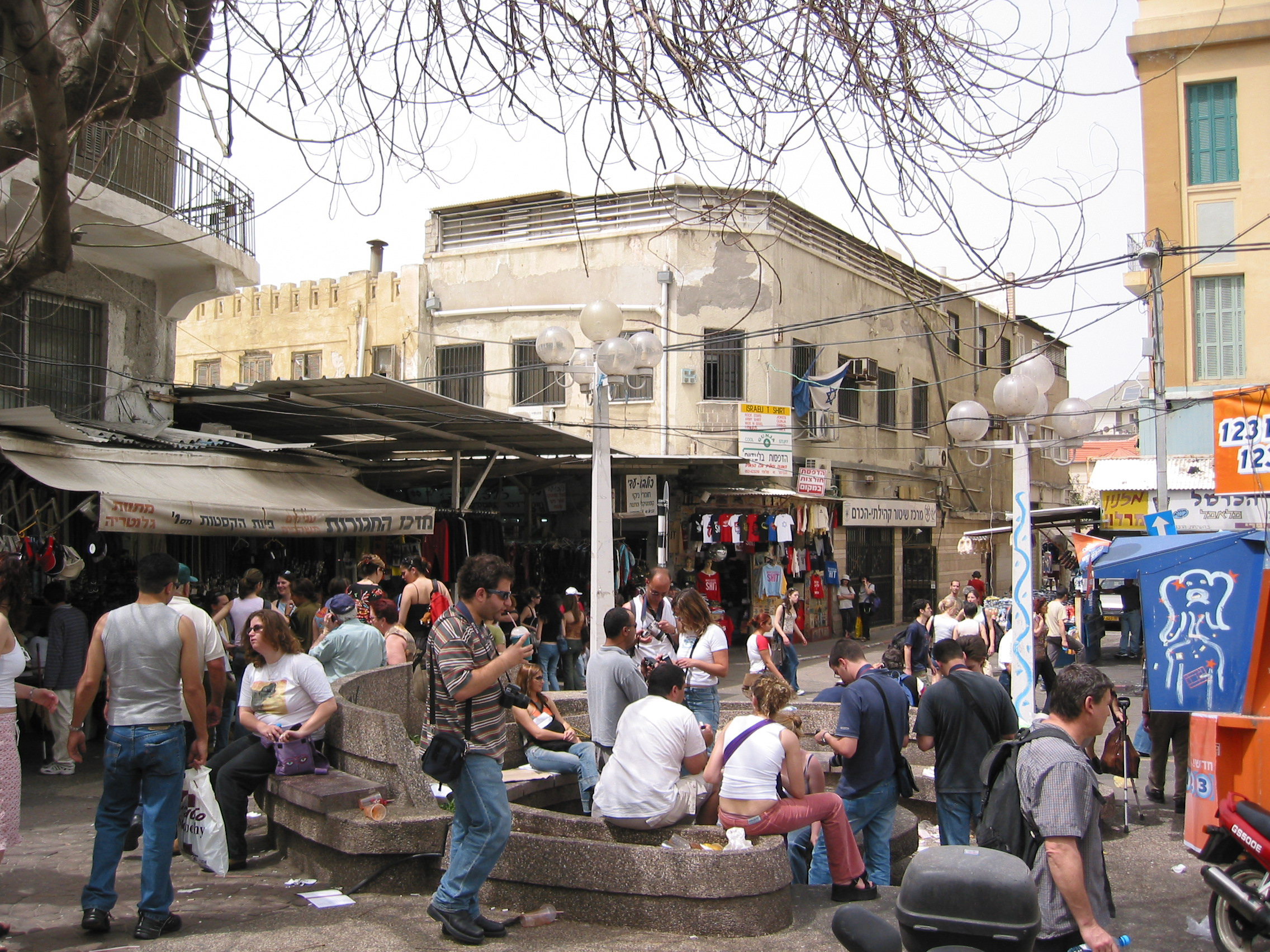
Bazar Karmel na placu Magen David

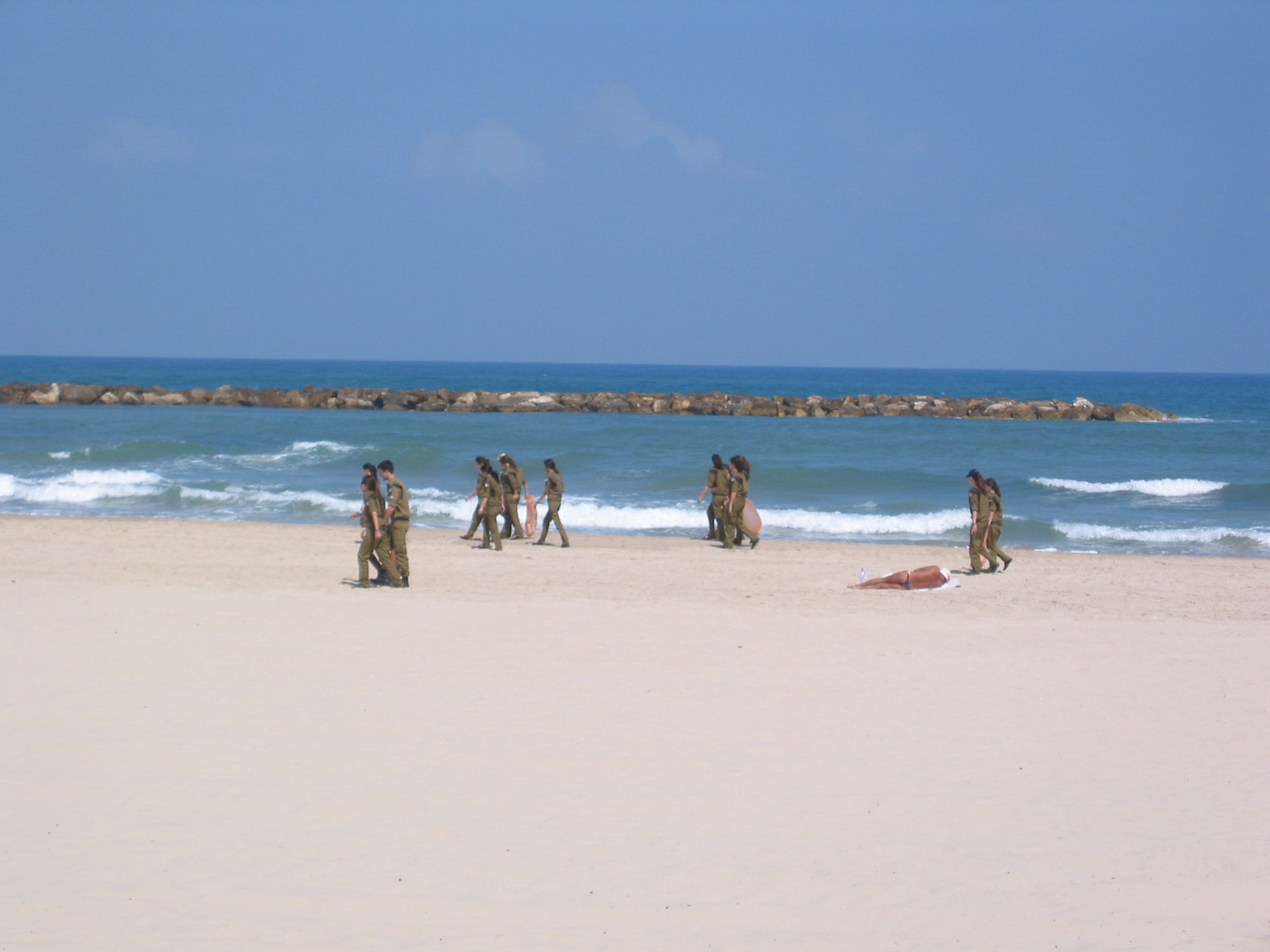
Prace porządkowe na plaży

W osiedlu znajduje się jedna placówka dyplomatyczna. Przy ulicy Yona Ha-Navi znajduje się konsulat Dominikany.

## Architektura
Architektura osiedla została oparta na konstrukcji dawnego żydowskiego getta z Jemenu, do którego dołączono wpływy brytyjskiego kolonializmu wymieszane z architekturą Bliskiego Wschodu. Podkreślenie tej różnicy jest istotne, ponieważ cała pozostała reszta Tel Awiwu została wybudowana w stylu Bauhaus.
Zachodnią granicę osiedla wyznacza wybrzeże Morza Śródziemnego. Północno-zachodni kraniec osiedla wyznacza plac Knesetu. W 1999 wybudowano tutaj nowoczesne centrum handlowe Opera Tower (wysokość 82 metrów). Równolegle do nadmorskiej promenady przebiegają ulice Herbert Samuel i HaYarkon, przy których znajdują się luksusowe hotele oraz liczne restauracje, kawiarnie i kluby nocne.
Północną granicę osiedla wytycza ulica Allenby. W przeszłości była to najważniejsza ulica handlowa miasta. Obecnie ruch na niej jest ograniczony jedynie dla komunikacji miejskiej. Wzdłuż ulicy rozlokowały się liczne kawiarnie, puby, sklepy i miejsca rozrywki dla mieszkańców. Na skrzyżowaniu ulicy Allenby z ulicą Ben Jehuda znajduje się plac Listopadowy, nazwany od daty ogłoszenia deklaracji Balfoura. Przy placu wznosi się biurowiec Migdalor House (wysokość 58 metrów).
Następnie ulica Allenby dochodzi do placu Magen David, na którym krzyżuje się sześć ulic: King George (na północny wschód), Allenby (na północny zachód i południowy wschód), HaCarmel (na południowy zachód), Nahalat Binyamin (na południe) i Sheinkin (na wschód). Ulicą graniczną osiedla jest Nahalat Binyamin, będąca deptakiem znanym z licznych artystów i rzemieślników. Pierwotnie była to najdłuższa ulica w Tel Awiwie, przy której w 1922 utworzono pierwszy ogród miejski imienia Oscara Gruzenberga (został on zamieniony w latach 60. na parking samochodowy). Przez wiele lat przy ulicy mieściły się znane sklepy tekstylne, z których wiele nadal działa. Wiele z tych budynków wybudowano w stylu eklektycznym, ze zdobieniami wykonanymi w stylu secesji.

## Edukacja i nauka
W osiedlu znajdują się szkoły Yakhad i Ort Ge’ula.

## Turystyka
Największą atrakcją turystyczną osiedla jest Bazar Karmel. W każdy wtorek i piątek odbywają się tutaj popularne targi artystów i rzemieślników. Można tutaj kupić rzeźby, obrazy i różnorodne przedmioty sztuki wykonywane ręcznie. Są to największe i najstarsze tego typu targi w Izraelu. Poza dniami targów wszystkie produkty są wystawione w tutejszych sklepach i galeriach sztuki.
Jednak dla Tel Awiwu najważniejsze pod względem turystycznym są tutejsze plaże, charakteryzujące się drobnym, białym piaskiem. To samo odnosi się do osiedla Kerem HaTeimanim, które z racji swojego nadmorskiego położenia posiada dobrze utrzymaną plażę:
- Plaża Geula (hebr. חוף גאולה) – położona pomiędzy placem Knesetu a Delfinarium.

Wzdłuż plaży biegnie nadmorska promenada, przy której znajdują się luksusowe hotele oraz liczne kawiarnie i restauracje. Równolegle do tego deptaku przebiega ulica HaYarkon, która jest turystycznym centrum Tel Awiwu. To tutaj mają swoje siedziby liczne firmy i towarzystwa obsługujące ruch turystyczny, a także wiele hoteli oraz liczne miejsca rozrywki.

### Baza noclegowa
Przy nadmorskiej ulicy HaYarkon znajduje się hotel Savoy Tel Awiw.

## Religia
W osiedlu znajduje się dziewięć synagog. Są one położone przy ulicach: Yona Ha-Navi, Ha-Rav Ahronson, Ha-Kovshim, Kafnei Nefsharim, Nakhaliel i Kalisher.

## Gospodarka
Życie gospodarcze osiedla koncentruje się wokół obsługi ruchu turystycznego.
Największym tutejszym targowiskiem jest Bazar Karmel. Wśród zabytkowych domów znajdują się liczne restauracje i sklepy za pamiątkami. Jest to popularne miejsce spędzania czasu przez Izraelczyków.

## Infrastruktura
W osiedlu znajdują się dwie apteki. Przy nadmorskiej promenadzie mieści się posterunek policji, a przy ulicy Ge’ula jest urząd pocztowy.